# ルィリスク公国
ルィリスク公国（ロシア語: Рыльское княжество）は、12世紀半ばから1523年にかけて存在した、ルーシの分領公国である。公国はポセミエ地方（セイム川流域）に位置し、首都はルィリスクに置かれた。

## 歴史
年代記において、ルィリスクが最初に言及されるのは1152年のことである。何人かの歴史家は、ルィリスク公位の出現を1160年代以前と考えている。ルィリスク公国は、ノヴゴロド・セヴェルスキー公国から分離した分領公国の1つであった。ルィリスク公として最初に年代記に言及されている人物はスヴャトスラフ・オリゴヴィチである。スヴャトスラフは1183年と1185年にポロヴェツ族への遠征に参加した。1185年の遠征は、『イーゴリ軍記』の題材となった遠征であり、スヴャトスラフは他のルーシの諸公とともに、ポロヴェツ族の捕虜となった。いくつかの仮説によれば、その後スヴャトスラフはルーシに帰還し、1196年より再びルィリスク公となったとみなされている。
以降の、モンゴルのルーシ侵攻までの間の、ルィリスク公国や他のルィリスク公については何も知られるところはない。いくつかの史料には、ルィリスクは1240年にモンゴル帝国軍によって破壊されたこと、1240年代に2人のルィリスク公が殺されたことが記されている。
13世紀末のルィリスクは、ルィリスク公兼 Воргольский 公のオレグに統治されており、オレグはリペツク公 (ru) スヴャトスラフと共にバスカク・アフマトと戦った。しかしノガイの軍によって公国領は荒廃し、公の位も剥奪された。その後は内紛が続き、オレグとスヴャトスラフは殺害された。『ラヴレンチー年代記』は、これらの出来事を1283年から1285年以前のことと位置づけているが、多くの歴史家は、これらは1280年代末から1290年代初頭の出来事であると修正している。また、以降しばらくのルィリスク公と、ルィルスク公国の歴史については不明である。
1360年代に、ポセミエ地方はリトアニア大公国の一部となった。リトアニア大公国内におけるルィリスク公国の実在については、以下の内容により証明されている。すなわち、年代記の1390年代の記述において、ヴォールスクラ川の戦いで死亡したルィリスク公のフョードル・パトリケエヴィチという人物が言及されていることである。
モスクワ大公ドミトリー (ru) の死後、1454年に、ドミトリーの子のイヴァンがプスコフからリトアニアへと去った。イヴァンは、リトアニア大公兼ポーランド王カジミェシュ4世からコルムレニエ (ru)（扶持制）として、ルィリスクとノヴゴロド・セヴェルスキーを受領した。一方、1500年にイヴァンの子のヴァシリー (ru) は、モスクワ大公イヴァン3世に対し、自領をヴォチナ (ru)（世襲領）とする請願と、モスクワ大公への臣従とを申し出た。これによって、ルィリスク公国はモスクワ大公国の一部となった。しかしヴァシリーは1523年に、リトアニアとの内通によって逮捕され、ルィリスク公国は廃止された。
後にルィリスク一帯には、ルィリスク・ウエズド (ru)（ウエズド=郡）が置かれることになるが、ルィリスク・ウエズドはツァーリのコルムレニエとして、ほぼ全域をツァーリが派遣したナメストニクが管理した。